# ブルーナ・アブドラ
ブルーナ・アブドラ（Bruna Abdullah、1984年10月24日 - ）は、インドのボリウッドで活動するブラジル人女優。代表作には『Grand Masti』『I Hate Luv Storys』『Billa II』がある。

## キャリア
ブラジル・グァイーバの出身で、レバノン系の父とイタリア系・ポルトガル系の母との間に生まれた。ブルーナは観光でインドを訪れた後に女優としてのキャリアを始め、ブラジルからムンバイに活動の拠点を移した。インダスインド銀行、リーボック、フィアマ・ディ・ウィリスなどの広告や、シェーカル・スマンのデビュー曲「Mere Gham Ke Dayare Mein」のミュージックビデオに出演した他、2007年にアヌバウ・シンハーの『Cash』、2011年のローヒト・ダワンの『Desi Boyz』にアイテム・ナンバーとして出演した。また、リアリティー番組『Dancing Queen』『Fear Factor: Khatron Ke Khiladi』にも出演している。2018年には『Udanchhoo』でプレーム・チョープラーと共演した。

## 家族
2018年7月25日にスコットランド人のアラン・フレイスと婚約、2019年5月に結婚して彼との間に娘をもうけた。

## フィルモグラフィ

### 映画
- Cash（2007年）

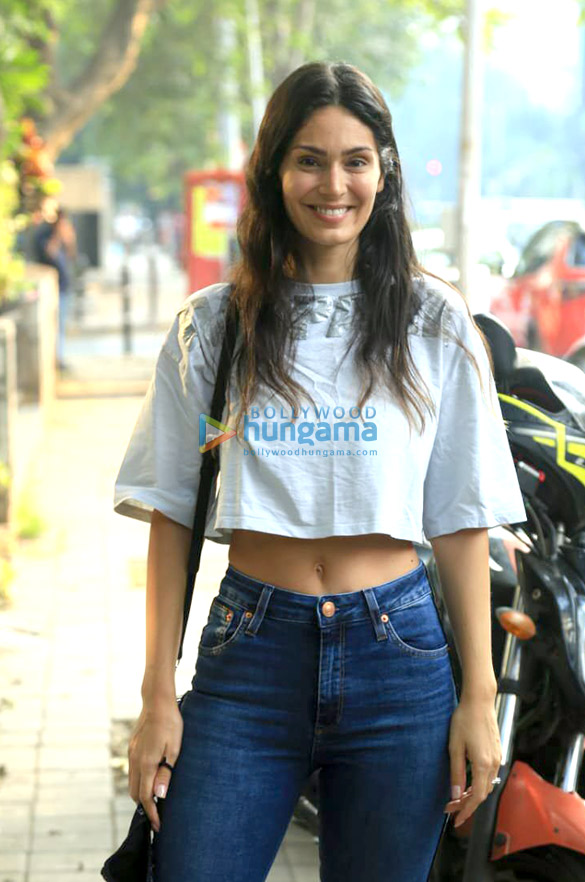
ブルーナ・アブドラ

- I Hate Luv Storys（2010年）
- Desi Boyz（2011年）
- Billa II（2012年）
- Grand Masti（2013年）
- Jai Ho（2014年）
- Mastizaade（2016年）
- Yea Toh Two Much Ho Gayaa（2016年）
- Udanchhoo（2018年）

### テレビ
- Dancing Queen（2008年）
- Fear Factor: Khatron Ke Khiladi（2009年）
- Nach Baliye（2013年）
- Comedy Classes（2014年）